# Chiesa di Sant'Ambrogio (Gabbioneta-Binanuova)
La chiesa di Sant'Ambrogio è un edificio religioso in stile barocco sito in via Libertà 2 a Gabbioneta-Binanuova, in provincia e diocesi di Cremona; fa parte della zona pastorale 4.

## Storia
La struttura a navata unica fu eretta alla fine del XVII secolo su struttura precedente. La facciata non fu completata fino al 1710. Ha due affreschi all'ingresso di Eliodoro Coccoli: Sant'Ambrogio entra a Milano e l'Immacolata Concezione.
Gli interni conservano ancora gli altari del XVII secolo, con basi in marmo e finto marmo policromo, dedicati alla Madonna, al Sacro Cuore e contenenti pale d'altare raffiguranti Sant'Antonio di Padova e una Deposizione con San Rocco. L'organo fu realizzato dalla famiglia Amati nel 1860. La chiesa ottenne il patrocinio della famiglia Pallavicino.